# Lundakarnevalen 1978

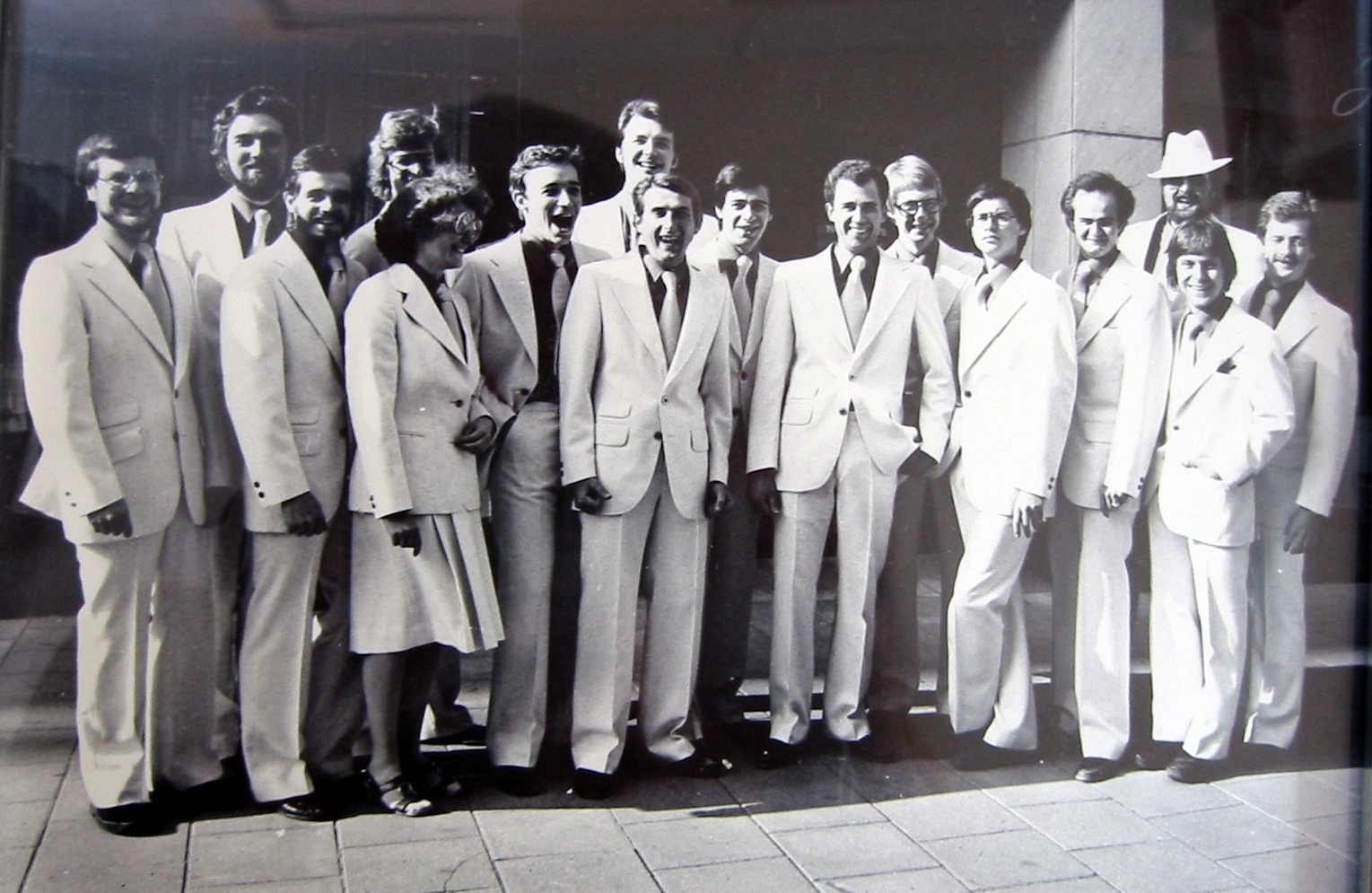
1978 års karnevalskommitté. Karnevalsgeneral "Sigge Barsby" står som nummer tio från vänster.

Lundakarnevalen 1978 hölls mellan den 19 och 21 maj under temat Energikarneval, något som inte minst anspelade på den samtida kärnkraftsdebatten.
Karnevalsvisan hette "Tre dar i maj" och skrevs av Bertil Sonesson. Karnevalsfilmen "Munborsten" regisserades av Hasse Grevelius. För första gången utgavs en bok om karnevalen, med Per Lindström som redaktör.

## Karnevalskommitté
- General: Göran "Sigge" Barsby
- Ekonomichef: Per Johnsson
- Expeditionschef: Eva Leire
- Presschef: Sune Larsson
- Sexmästare: Jan "JP" Paulson
- Jackson: Kryddan Peterson
- Biljettchef: Christian W. Jansson
- Cirkuschef: Peter Runnerström
- Revychef: Anders Albien
- Spexchef: Olle Hydbom
- Områdeschef: Lars-Otto "Totto" Modér
- Musikchef: Julius Malmström
- Tidningschef: Stellan Sundahl
- Distributionschef: Peter Kullving
- Tågchef: Staffan Nilsson
- Karnevalsråd: Per "Pigge" Larsson